# Light This City
Light This City es un grupo musical de metalcore y death metal melódico de San Francisco, Estados Unidos, formado en 2002 y disuelto en 2008. La banda fue retomada de vuelta por sus integrantes en 2018 con el lanzamiento de su nuevo álbum "Terminal Bloom" lanzado en 2018. La banda está formada por Laura Nichol (vocales), Brian Forbes (guitarra), Ryan Hansen (guitarra), Jon Frost (bajo) y Ben Murray (batería).

## Historia
Light This City se formó en el año 2002 en San Francisco, Estados Unidos, y lanzaron su álbum debut, titulado The Hero Cycle en el año 2003 con el sello discográfico de Tyler Gamlen y Ben Murray, Reflections of Ruin Records, siendo este el primer disco oficial lanzado por el sello. La formación original de la banda consistía en Laura Nichol (vocales), Tyler Gamlen y Steven Shirley (guitarra), Mike Dias (bajo) y Ben Murray (batería), y en 2003, Gamlen y Shirley fueron reemplazados por Brian Forbes y Steve Hoffman.
Posteriormente firmaron con el sello Prosthetic Records, y publicaron tres álbumes de estudio, Remains of the Gods (2005), Facing the Thousand (2006) y Stormchaser (2008). Los álbumes cuentan con colaboraciones de músicos famosos como Chuck Billy de Testament, y de Trevor Strnad de The Black Dahlia Murder. En 2008, después de la desintegración del grupo, la cantante Laura Nichol y el baterista Ben Murray fundaron la banda de punk rock Heartsounds, y el guitarrista Ryan Hansen y el bajista Jon Frost formaron el grupo de metal The Urchin Barren.
En el año 2010, Light This City se reunió para dar un pequeño número de conciertos entre el 8 y el 11 de abril de ese año.
En 2018 la banda vuelve a la actividad tras sacar su álbum "Terminal Bloom". Meses antes de la salida del disco, los integrantes Laura Nichol, Ben Murray y Ryan Hansen se habían puesto en contacto y acordaron trabajar en un nuevo proyecto bajo el nombre de su banda musical de antaño.

## Discografía

### Álbumes de estudio
| 2003 | The Hero Cycle - Lanzamiento: 2003 - Sello: Reflections of Ruin Records |      |                                                                                         |
| 2005 | Remains of the Gods - Lanzamiento: 2005 - Sello: Prosthetic Records     |      |                                                                                         |
| 2006 | Facing the Thousand - Lanzamiento: 2006 - Sello: Prosthetic Records     |      |                                                                                         |
| 2008 | Stormchaser - Lanzamiento: 2008 - Sello: Prosthetic Records             |      |                                                                                         |
| 2018 | Terminal Bloom - Lanzamiento: 2018 - Sello: Creator-destructor Records  | 2009 | The Hero Cycle - Lanzamiento: 2009 (Relanzamiento) - Sello: Reflections of Ruin Records |

## Miembros

### Última formación
- Laura Nichol - vocales (ahora guitarra y vocales en Heartsounds)
- Brian Forbes - guitarra
- Ryan Hansen - guitarra (ahora en At Our Heels)
- Jon Frost - bajo (ahora en At Our Heels)
- Ben Murray - batería (ahora guitarra y vocales en Heartsounds, batería en At Our Heels)

### Miembros anteriores
- Nick Koenig - guitarra
- Tyler Gamlen - guitarra
- Steven Shirley - guitarra (ahora en Comadre)
- Steven Hoffman - guitarra (ahora en Death and Glory)
- Joey Ellis - guitarra
- Mike Dias - bajo
- Dan Kenny - bajo (ex-Animosity, ex-Carnivorous, ahora en Suicide Silence)